# FedEx Філд
FedEx Філд (англ. FedEx Філд) — американський спортивний стадіон, розташований у місті Ландовер, штат Меріленд. Стадіон приймає домашні ігри команди Національної футбольної ліги Вашингтон Редскінз. З 2004 по 2010 роки арена займала перше місце в НФЛ за кількістю місць для глядачів (91,000).